# 在タイ日本国大使館
在タイ王国日本国大使館（ざいタイにほんこくたいしかん、タイ語: สถานเอกอัครราชทูตญี่ปุ่นประจำประเทศไทย）は、タイ王国に在する在外公館で、外務省の特別の機関。タイ王国の他に中華民国（台湾）を管轄している。
バンコク都パトゥムワン区に所在し、領事部・広報文化部・日本企業支援センターで構成されている。
1967年から2003年にかけて在バンコク日本国総領事館（在バンコック日本国総領事館、タイ語: สถานกงสุลใหญ่ญี่ปุ่น ณ กรุงเทพฯ、英語: Consulate-General of Japan in Bangkok）が併設されていたが、2003年4月1日に閉鎖され、大使館が領事業務を引き継ぐ形で総領事館を吸収合併した。
2018年10月1日時点で、在外公館別在留邦人数は、在ロサンゼルス日本国総領事館（9万7209人）、在ニューヨーク日本国総領事館（8万3237人）に次いで第3位（7万2520人）となっている。

## 所在地
177 Wittayu Road Lumpini Pathum Wan BANGKOK 10330
- MRTチャルームラチャモンコン線（ブルーライン）ルンピニー駅3番出口下車徒歩5分。
- 在タイ日本国大使館が所在するウィッタユ通りは、アメリカ、イギリス、スイス、オランダ、スペイン、ウクライナ、ニュージーランド、ベトナムなど各国の大使館が所在している立地である。

## 歴代大使
- 2024年(令和6年)1月30日着任／特命全権大使 大鷹正人[4]
- 2019年(令和元年)11月11日着任／特命全権大使 梨田和也
- 2015年4月着任／特命全権大使 佐渡島志郎
- 2012年9月11日着任／特命全権大使 佐藤重和
- 2010年10月着任／特命全権大使 小島誠二
- 2008年9月20日着任／特命全権大使 小町恭士
- 2005年11月11日着任／特命全権大使 小林秀明
- 2001年12月25日着任／特命全権大使 時野谷敦
- 1999年10月18日着任／特命全権大使 赤尾信敏
- 1996年 9月23日着任／特命全権大使 太田博
- 1994年 1月30日着任／特命全権大使 恩田宗
- 1992年 6月30日着任／特命全権大使 藤井宏昭
- 1988年11月16日着任／特命全権大使 岡崎久彦
- 1986年2月7日着任／特命全権大使 木内昭胤
- 1983年10月30日着任／特命全権大使 橘正忠
- 1980年 1月29日着任／特命全権大使 小木曽本雄
- 1976年 2月20日着任／特命全権大使 人見宏
- 1972年 2月25日着任／特命全権大使 藤崎万里
- 1968年 4月15日着任／特命全権大使 後宮虎郎
- 1967年 6月21日着任／特命全権大使 関守三郎
- 1964年10月23日着任／特命全権大使 粕谷孝夫
- 1963年 1月22日着任／特命全権大使 島津久大
- 1959年 4月 7日着任／特命全権大使 大江晃
- 1956年 5月 9日着任／特命全権大使 渋沢信一
- 1952年11月15日着任／特命全権大使 太田一郎 
  - （1952年4月28日　廃止、同日大使館開設）
- 1951年 3月22日着任／在バンコク在外事務所々長 鈴木耕一
  - （1946年6月15日 引揚）
- 1944年 9月 9日着任／特命全権大使 山本熊一
- 1941年 9月 4日着任／特命全権大使 坪上貞二
  - （1941年8月16日　大使館昇格）
- 1941年 5月16日着任／特命全権公使 二見甚郷
- 1937年 7月27日着任／特命全権公使 村井倉松
- 1936年10月16日着任／特命全権公使 石射猪太郎
- 1928年 7月28日着任／特命全権公使 矢田部保吉
- 1926年 1月30日着任／特命全権公使 林久治郎
- 1922年 6月20日着任／特命全権公使 矢田長之助
- 1921年 2月25日着任／特命全権公使 政尾藤吉
- 1915年 4月 7日着任／特命全権公使 西源四郎
- 1908年 8月15日着任／特命全権公使 吉田作弥
- 1907年 7月10日着任／特命全権公使 松方正作
- 1903年10月10日着任／特命全権公使 稲垣満次郎
- 1897年 3月31日着任／弁理公使 稲垣満次郎

## 領事部
旅券証明・査証共に、タイ王国と中華民国（台湾）国民及び現地在留邦人に対応する。中華民国国内での業務については、現地の日本台湾交流協会の事務所で受け付けて、東京経由でバンコクの本館に転送する形を取る。
- 旅券証明班
  - パスポートを紛失した際の再発行手続き。
  - 在留届、婚姻届、離婚届などの書類受付手続き。
  - 遺言書作成の際の立会い等。
  - 在外選挙管理等。
- 査証班
  - 日本へのビザ発行手続き等。
- 邦人援護（保護班）
  - 災害、事故、犯罪などに巻き込まれた際の保護・援護等。
  - 存命の危機にかかわる緊急連絡（夜間・休館日）。

## 連絡窓口
- 北部9県（チェンマイ、パヤオ、メーホーソン、ランパーン、ランプーン、プレー、チェンライ、ナーン、ウタラデット）の在留邦人の査証申請は在チェンマイ日本国総領事館でのみ交付する[5]。
- 2017年、チョンブリー県シーラーチャー郡にCRJA（タイ チョンブリ・ラヨーン日本人会）在タイ日本国大使館連絡窓口を開設。出張領事サービスを毎月1回実施、図書館内に領事関係書類（申請用紙、記入見本など）を常備[6][7]。

## 主催行事
- 天皇誕生日祝賀レセプション（毎年恒例）[8][9][10][11][12]
  - 2015年（平成27年）、明仁天皇82歳の誕生日に際し、国王ラーマ9世の勅使としてアンポン・セーナーナロン枢密院顧問官が大使公邸を訪れ、祝賀の言葉を伝達した[13]。
- 日タイ修好120周年記念事業 [14]
  - 2007年2月16日、能装束講演会 東儀秀樹・日タイ修好120周年親善大使就任発表会・演奏会
  - 2007年11月6日、ワット・アルンにて東儀秀樹親善大使による記念公演
  - 2007年11月18日、国立劇場おきなわバンコク公演
- 2019年、タイに居住の日本人中学生・高校生対象のトークイベント『SDGs お仕事図鑑 国際機関と外交官のキャリア紹介』、テーマは「質の高い教育をみんなに」「住み続けられるまちづくりを」「飢餓をゼロに」「ジェンダー平等を実現しよう」[15]。
- 2019年12月、在タイ日本国大使館多目的ホールにて「キャリアブレイク」について考えるセミナー、タイ国日本人会共催[16]。

## 国際交流
- 稀に発展途上地域で舞台公演イベント（演技指導ワークショップ）のボランティア支援など広報文化分野の役割を、領事部職員が請け負う場合もある。2010年にラオスやミャンマーで行われたパントマイムの公演とワークショップは、国際交流基金と領事部の後援でタイから派遣された[17]。
- 2014年2月6日、タイ南部のハートヤイ郡に在するプリンス・オブ・ソンクラー大学（Prince of Songkla University）で行われた「第5回日本語書籍寄贈事業贈呈式」に、在タイ日本国大使館より中川公使と俵一等書記官が参列した[18]。
- 2015年1月に設置された在タイ大学連絡会（JUNThai）の情報交換、活動の相互連携、現地に勤務する教職員の親睦等を図るための常任オブザーバー機関として運営している[19]。
- 2019年2月20日、PACC(タイ公的腐敗防止センター) 高官が在タイ日本国大使館を訪問し、汚職防止の実務の取り組みについて打ち合わせを実施した[20]。

### 公職員の活動
- 一等書記官 神津里季生／日本労働組合総連合会を通じ1990年より3年間の派遣。
- 一等書記官 須賀義徳／バンコク日本人商工会議所にて、タイ政府、タイ企業、日本企業などが協力してタイの生物多様性保全に貢献する産学官プラットフォーム（B-DNA）講演会参加[21] など。
- 一等書記官兼医務官 吉田常孝／JAMSNET東京[22]
- 二等書記官兼領事 中西正人／在留邦人の援護を担当[23]。
- 広報文化部長 小林茂紀／2013年より参事官として3度目の在タイ大使館勤務17年、2017年「タイ語文化功労賞」受賞[24]。
- カンボジア難民調査員 矢野和貴／タイ近隣諸国の難民調査は主に外務省から派遣され、領事部に籍を置き活動等を行う。

### 創価学会及び創価学会関連団体
- 2013年に国立タマサート大学から、創価学会の池田大作名誉会長に名誉哲学博士号が授与された際[25]、当時の佐藤重和特命全権大使が来賓として出席した[26]。
- 2016年6月、2014年度に文部科学省より採択され、スーパーグローバル大学創成支援の取り組みの一環として設置された「創価大学タイ事務所」開所式に、在タイ日本国大使館から佐渡島志郎大使が参加した[27][28]。

## 国際組織犯罪に対する国際社会と日本の取組
外務省ホームページより（1）諸外国政府等との情報交換：政府協議調査団の派遣を参照。
- 2013年7月25日、日本政府のODA支援により「脆弱な女性や子どもを人身取引から守るための女性支援センター」がウボンラーチャターニー県に設立され、開所式典に岩間公典公使が出席をした。同県内のチョンメック地区は人身取引リスクが高い地域であり、脆弱な女性や子供、及び無国籍者・移民等が搾取被害から身を守る為に、健康・教育・職業スキル・人権知識に関する能力強化を図ることが求められている[30]。
- 2015年1月、人身取引対策に関する政府協議調査団がバンコクへ派遣され、タイ政府関係機関、国際機関（国連薬物・犯罪事務所（UN Office on Drugs and Crime（UNODC）、国際移住機関（IOM））のタイ事務所やNGO等と近年の人身取引の傾向と対策、今後の二国間の連携の在り方等につき協議と、タイ国内の人身取引被害者のための保護施設の視察を行った。
- 2019年12月25日、日本政府は、草の根・人間の安全保障無償資金協力により「バンコク都ワットアルンにおける貧困孤児等のためのコミュニティラーニングセンター建設計画」にODA支援を決定。在タイ日本国大使館において、川村博司臨時代理大使とハルタント・グンナワン・ダイレクター代表[31] との間で署名式が執り行われた[32]。コミュニティラーニングセンターは、2006年に発足しタイ教育省が設置を促進、人身取引被害のおそれが高い生徒（ハイリスクグループ）を受け入れる”生涯学習機関（Lifelong Learning Sources）”と称される団体であるが、ワット・アルン構内から看護専門学校への通学・英語や礼儀作法・タイ文化教育等の活動に、地下教室2室と限られた屋外スペースのみを利用していることから、生徒への個別指導などのケアが十分に行なわれていなかったとされる[33]。
- 外務省は政府開発援助（ODA）事業における不正腐敗に関する大使館窓口を設置、阿部泰平三等書記官と在チェンマイ総領事館の青木敦史領事が就任[34]。

## 抗議
- 2002年5月、時野谷敦特命全権大使がタイ政府のポンテープ・テープカンチャナー国務大臣（エネルギー政策担当）を訪問した際、プラチュワップキーリーカン県のヒンクルート石炭火力発電所計画に「計画中止はタイの投資環境に悪影響を及ぼすと警告した」時野谷大使の言動に対し、火力発電所問題全国連絡会と複数の関連団体は憤慨し抗議。時野谷大使の言動をタイ政府への「圧力」と批判し撤回と謝罪を要請した[35][36]。
- 2011年8月、 タイ貢献党（タクシン派）幹部である スラポン副首相兼外務大臣 は小島誠二駐タイ大使と会談し、汚職等の罪で有罪判決を受けタイ国外亡命中のタクシン・シナワット元首相の日本入国ビザの発給を要請。日本の出入国管理法では前科者の入国を原則認めていないが、当時の官房長官である枝野幸男が菅直人内閣の特例措置として入国査証（ビザ）を発給した。この事態に対し反タクシン派団体の民主主義市民連合（PAD）が在タイ日本国大使館前で抗議集会を行うも懇願は受け入られず[37][38]、タクシン元首相は同月22日に日本に入国した[39]。

## メディア

### 在タイ日本国大使館と東日本大震災
- 2011年3月31日、東日本大震災の被災者に向けてタイ国民が義援金などの支援を提供してくれたことに対し、在タイ日本国大使館は感謝を伝える半ページの広告を地元紙に出した[40]。在タイ日本国大使館によると、新聞社側の善意で無料で掲載された[40]。広告は日本とタイの国旗をあしらい、日本語、タイ語、英語で「日本国民への温かいご支援・ご声援ありがとうございます」と書かれている[40]。在タイ日本国大使館前にも同様のメッセージを書いた横断幕を掲げており、在タイ日本国大使館が約5万バーツを出し合って作成したが、業者は「料金は要らない」と言っているというが、在タイ日本国大使館は「これは払わせてもらうつもり」と話している[41]。

### 取材と追及
- 2002年12月 - ジャーナリストの野田峯雄が外務省と在タイ日本国大使館関係者を独自取材し、機密費流用・贈収賄・ODA利権等不正疑惑追及のルポルタージュをまとめた書籍が出版された。
- 2011年 - 2006年の軍事クーデター以降、対反独裁民主戦線（タクシン派）政争が続く不安定なタイ社会情勢、3年半ぶりに実施される7月3日の総選挙に伴い治安悪化が懸念され、有事における在留邦人の安全確保について、東洋経済新報社の取材に岩崎敦志政務参事官と在留邦人援護担当の中西正人二等書記官兼領事が応じ、それぞれ独自の見解が報じられた[42][43]。
- 2017年6月 - バンコクで発行されている無料情報誌DACOに、佐渡島志郎大使が公邸内に「プロのアトリエ」を備え、アーティストとしての活動などエピソードが掲載された[44]。
- 2020年3月 - 新型コロナウイルスが蔓延する中、日本人に対する風評被害というべき事案が頻発し、状況を受け梨田和也全権大使[45] がタイ国民の理解を求める手紙を書き、『マティチョン』と『デイリーメール』に掲載された[46][47]。

### 吉本興業との協力活動
- 2016年、在タイ日本国大使館を中心に発案されたタイのご当地ゆるキャラ「ムエタイシ」が”よしもと555LIVE”バンコク公演に登場した[48]。
- 2017年、バンコクで開催された「Jシリーズ・フェスティバル」にて、大使館公認ゆるキャラ「ムエタイシ」とタイ住みます芸人が登壇し公式ソングを披露[49]。
- 2018年11月、月亭八方芸能生活50周年記念公演をタイ国日本人会と共催[50]。
- 2019年2月、お笑いコンビのペナルティが（日本政府がODAの一環として1989年から実施している）「草の根大使」として在タイ日本国大使館と現地法人を訪問[51]。

## 関連書籍
- クーデターとタイ政治 日本大使の1035日／小林秀明 著
- 闇にうごめく日本大使館― 疑惑のタイ犯罪ルートを追う／野田峯雄 著（ISBN 978-4756330192）
- 難民キャンプのパントマイム／矢野和貴 著